# 印度食卵蛇
印度食卵蛇（學名：Elachistodon westermanni）是蛇亞目游蛇科印度食卵蛇属的一种無毒蛇。主要分布於孟加拉國、印度及尼泊爾，是一種頗為罕有的食卵蛇。近年有學者在印度的馬哈拉施特拉邦及古吉拉特邦一帶尋找這種蛇類的蹤跡，結論認為印度食卵蛇的分布情況可能比想像中稍為廣泛。
印度食卵蛇與一般食卵蛇一樣，頸椎內側有數片突出的骨節。當印度食卵蛇將整個蛋吞下後，牠們便會利用身體的擠壓，配合這些隆起的骨節，將蛋殼壓碎，服食流出的蛋漿，最後再將剩下的蛋殼吐出。

## 保育狀況
其被列為《瀕危野生動植物種國際貿易公約》附錄二的物種，被限制出口及貿易。

## 備註
1. ↑  Gans, Carl, Oshima, Masamitsu, 1952. Adaptations for egg eating in the snake Elaphe climacophora (Boie). American Museum novitates ; no. 1571  （页面存档备份，存于）

## 外部連結
- （英文）TIGR爬蟲類資料庫：印度食卵蛇
- （英文）Animal Diversity Web（页面存档备份，存于）